# 楊烈 (播州)
楊烈（？—1572年），第29任播州土司，活躍於明朝中葉。
楊烈是前任土司楊相的嫡子，為正妻張氏所生。後來楊相寵愛庶子楊煦，引起張氏和楊烈的不滿，發動兵變，將楊相驅逐到水西，楊烈遂奪取了土司之位。嘉靖二十三年（1544年），楊相在水西去世，楊烈派人到水西求取父親的遺體，水西宣慰使安萬銓要求以水烟、天旺故地作為交換。楊烈表面上答應，但得到父親遺體後立即反悔。於是播州與水西發生戰爭，播州軍殺死了水西的長官王黻，並與王黻的黨羽李保等人治兵相攻長達十年之久。
嘉靖二十五年正月，楊烈遣使貢馬，補賀萬壽聖節。嘉靖三十三年十二月，派長官都春等人貢馬。嘉靖三十四年七月，因播州與水西互相攻擊，總督川貴侍郎馮岳、督總兵石邦憲出兵平定了叛亂。由於當地各民族混居，明朝於四川餘慶之是馬坪（一作走馬坪）、播州之三渡關、貴州石阡之龍泉司各立哨堡一座，進行彈壓。同年八月，楊烈遣使貢馬及方物，賀萬壽聖節。嘉靖三十五年九月，遣使貢馬、賀聖節。嘉靖三十六年十月，遣長官楊寵等貢馬、補賀萬壽聖節。嘉靖四十年三月，楊烈獻大木（一作合式楠木）四十株，詔賜二品武職服色，給誥命。嘉靖四十一年二月，遣使朝賀。嘉靖四十三年正月，遣使貢馬、賀萬壽聖節。嘉靖四十三年九月，再度遣使貢馬、賀萬壽聖節。隆慶二年正月，遣土目趙士賢等進貢馬匹。隆慶五年二月，遣使貢馬、賀萬壽聖節。
隆慶六年（1572年），楊烈去世，其子楊應龍繼位，楊應龍於隆慶六年十二月被明廷授予播州宣慰使的官職。萬曆八年六月，明廷應楊應龍之請，賜楊烈祭葬。
楊烈墓位於遵義市紅花崗區新蒲街道新蒲村官堰组。根據道光年間所著的《遵义府志》記載，該墓是一個夫妻合葬墓，楊烈墓碑立於萬曆二年，其妻墓碑立於萬曆十二年。該墓發現較早，損毀比較嚴重。1982年，被公布为贵州省文物保护单位。